# 금신초등학교
금신초등학교(金新初等學校)는 대한민국 경기도 파주시에 있는 공립 초등학교이다.

## 학교 연혁
- 1952. 05. 20 문산국민학교(피난 교사)로 개교
- 1957. 04. 01 금신국민학교 설립인가(16학급 편성)
- 1969. 12. 15 현 위치에 14개 교실 신출 준공, 이전
- 1969. 12. 15 병설 유치원 설립 인가(1학급)
- 1996. 12. 31 본관 3층 2개 교실 증축 준공
- 1998. 09. 29 급식소 신축 준공
- 2000. 12. 26 본관4층 6,5교실 증축 준공
- 2001. 06. 26 도 지정 과학 교육 시범 운영 보고회
- 2003. 09. 01 제12대 오평석 교장 부임
- 2004. 11. 25 본관 축대 및 후문 개축
- 2005. 02. 10 별관 화장실 개축 및 증축
- 2008. 02. 14 제51회 졸업식(총 7,172명 졸업)
- 2008. 03. 01 36학급 편성(특수학급 2학급 포함)
- 2008. 03. 03 입학(남 101명, 여 87명, 합계 188명)
- 2008. 09. 01 제13대 곽도종 교장선생님 취임
- 2009. 02. 12 제52회 졸업식
- 2009. 02. 20 도움반 선진화 작업, 및 교사 전체 안전화 작업
- 2009. 03. 01 35학급 편성
- 2009. 03. 02 1학년 입학(남 85명, 여 88명, 합계 173명)
- 2009. 03. 24 영재학급 운영(1학급)
- 2010. 02. 10 제53회 졸업식(총 7,595명)
- 2010. 03. 01 35학급 편성(특수 2학급 포함)
- 2010. 03. 02 1학년 입학(남 62명,여 66명, 합계 128명)
- 2011. 02. 17 제54회 졸업식(212명 졸업. 총 7,807명)
- 2011. 03. 01 31학급 편성(특수 2학급 포함)
- 2012. 02. 10 제55회 졸업식(159명 졸업. 총 7,966명)
- 2012. 03. 01 29학급 편성(특수 2학급 포함)
- 2012. 03. 02 1학년 입학(남 56명,여 59명, 합계 115명)
- 2013. 02. 08 제56회 졸업식(152명 졸업 / 총 8,118명)
- 2013. 03. 01 27학급 편성(특수 2학급 포함)
- 2013. 03. 01 제14대 김조원 교장선생님 취임
- 2014. 02. 13 제57회 졸업식(총136명 졸업 / 누계 8,254명)
- 2014. 03. 03 1학년 입학(남67명.여56명.합계123명)
- 2014. 03. 03 26학급 편성(특수 2학급 포함)
- 2015. 02. 13 제58회 졸업식(125명 졸업.총8379명)
- 2015. 03. 02 1학년 입학(남63명.여58명 합계121명)
- 2015. 03. 02 26학급편성(특수 2학급 포함)